# Kevélyek
A Kevélyek egy hegycsoport a Pilis hegység délkeleti részén, Budapesttől északnyugatra. A három tagból álló vonulat központi tagja az 534 méter magas Nagy-Kevély, ennek északnyugati nyúlványa a Kis-Kevély, amelytől a Kevély-nyereg választja el. A harmadik tag, az Ezüst-Kevély tőlük délkeletre emelkedik. A hegycsoporthoz szerkezetileg kapcsolódik még az Üröm fölötti Kő-hegy, illetve Budakalász fölött a Monalovac.

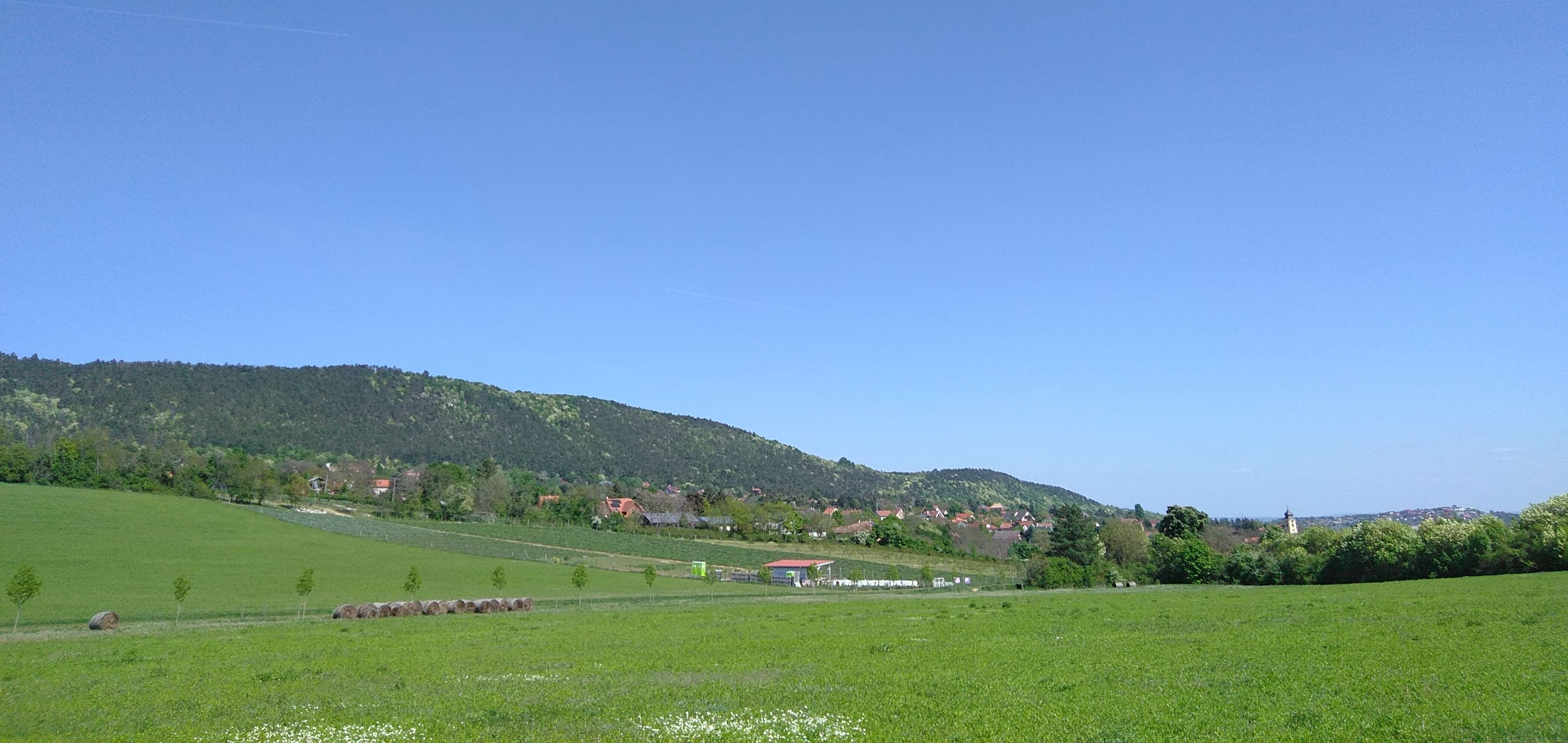
Az Ezüst-Kevély és a Kő-hegy a Vendel-hegy lankái felől. A község mellett elterülő legelőn levendulát termesztenek.

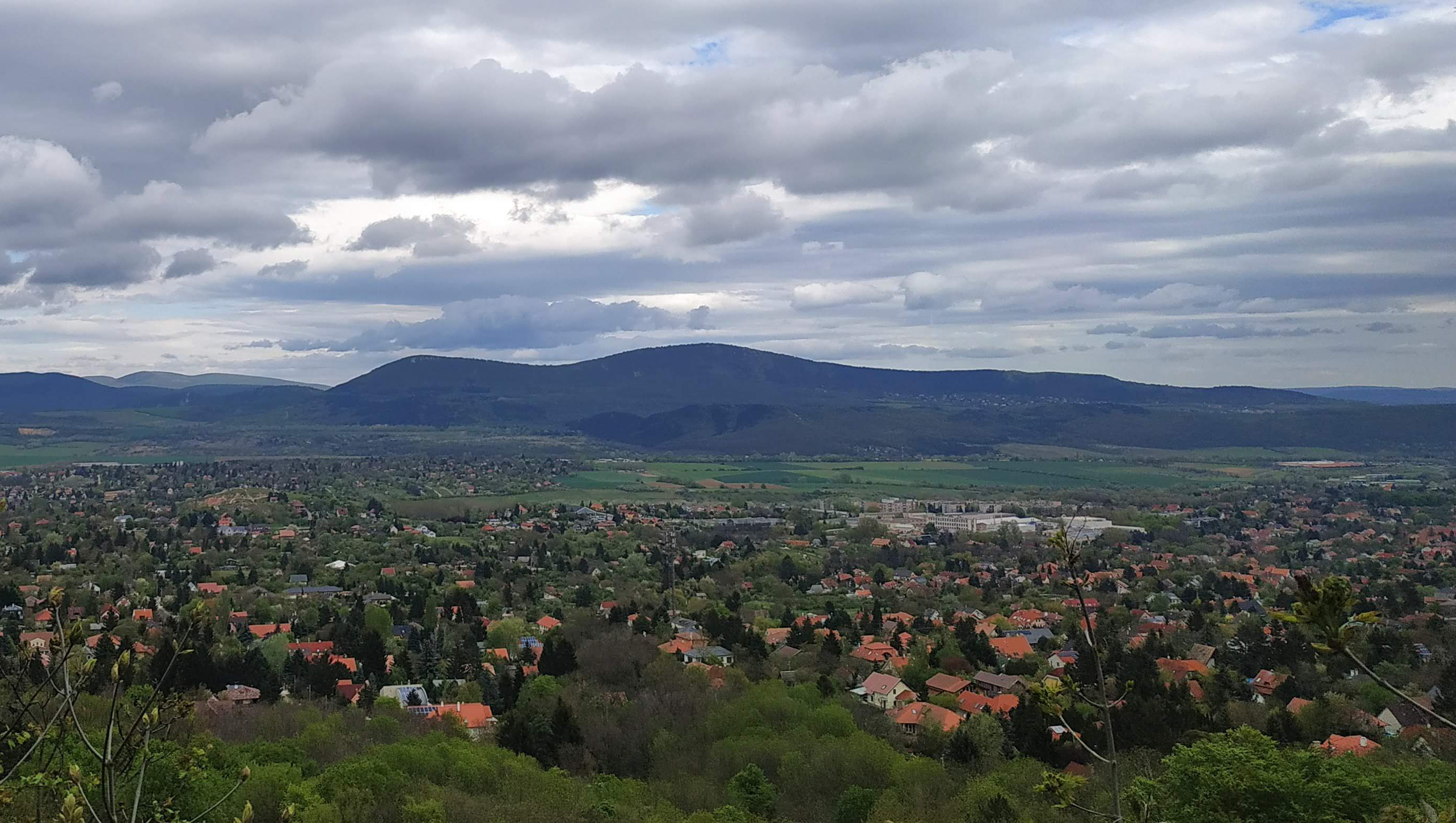
A Kevélyek a Zsíros-hegyről nézve

## Földrajzi helyzete
A Csobánka és Üröm között húzódó csoportot a Pilisborosjenői-medence osztja ketté. A fővonulatot a Kis-Kevély, a Nagy-Kevély és az Ezüst-hegy alkotja, tőlük délnyugatra, a medencefelszínből emelkednek ki a Kerekes-hegy, a Fehér-hegy és a Köves-bérc jóval kisebb sasbércei. A Kis-Kevély mészkőszirtjei és Nagy-Kevély preparálódott dolomitsziklái messziről uralják a látványt. A szelídebb lejtésű északi oldalt édesvízi mészkő sávja kíséri. A meredek, sziklás déli oldalakhoz törmelékkel fedett hegylábi lejtők csatlakoznak, rajtuk feltűnő magányos sziklatornyokkal, kőfalakkal, ilyen pl. a Jenői-torony, a Solymári-fal és a Teve-szikla.

## Geológiája
A Kevélyek fő tömegét jól karsztosodó dachsteini mészkő és úgynevezett fődolomit alkotja, amelyre az alacsonyabb térszíneken kevésbé jól oldódó eocén márgák és mészkövek, valamint oligocén hárshegyi homokkő települt.
Érdekesség, hogy a főváros közelsége miatt a mai napig intenzíven hasznosítják a hegycsoport kőzeteit. A masszív kvarchomokkövet az Ezüst-Kevélyen, a budai márgát a terület délkeleti csücskében lévő ürömi kőfejtőben, az édesvízi mészkövet a budakalászi kőfejtőben bányássza ugyanaz a cég.
A csoport déli lábánál, a Köves-bérc alatt az itt fellelhető oligocén kiscelli agyagot kitermelve hosszú ideig agyagbányák és a hozzájuk tartozó téglagyárak működtek.

## Élővilága
A hegycsoport nagy része védett természetvédelmi terület, a Duna–Ipoly Nemzeti Park része.

### Növényzete
A Pilis hegység tagjaként a Pilis−Budai-hegység (Pilisense) flórajárásba tartozik. A hegycsoport északkeleti oldala összefüggő, jellemzően kocsánytalan tölgyessel és elegyes, hársas törmeléklejtő-erdővel borított, de nagy területen található ültetett feketefenyő is. A meredek, kopár délnyugati hegyoldalakon gyakori a molyhos tölgy, de a domináns társulás a nyílt dolomitsziklagyep.
A homokköves részeken, például a Köves-bércen a mészkerülő tölgyes a jellemző. A Pilisborosjenői-medence kultúrtájjá át nem alakított, illetve természetes állapotát visszanyerő részein karsztbokorerdőt találunk.
A Kevélyek délkeleti lejtőin már a római kor óta folyt a szőlőművelés (Pilisborosjenő is innen nyerte nevét), melynek a magyarországi filoxéravész vetett véget a 19. század végén.

## Turisztika
A hegycsoport a főváros közelsége, látványos sziklaformái és a csúcsairól kibontakozó látványos panoráma miatt a bakancsos turisták és szabadidős túrázók körében régóta kedvelt célpont. Thirring Gusztáv már 1889-ben ír a Kevélyeken tett túrájáról. A természetjárás központja sokáig a Kevély-nyereg volt, ahol az 1920-as években épült fel a Kevély-nyergi turistaház, amely 1992-ben leégett. Itt halad át az Országos Kéktúra 15., Rozália téglagyár–Dobogókő szakasza.
Az ország legnépszerűbb teljesítménytúrái közül a Nagy-Kevély gerincén halad a Piros 85, a Kinizsi Százas, a Continental (korábban: Intersport) Terepfutás és Túranap, illetve a Telex Teljesítménytúra. A Kevélyek hegycsoportját harántolja a pálosok népszerű zarándokútja, a Pálos 70.

## Kulturális jelentősége

### Az „Egri vár”
Pilisborosjenő határában áll a Várkonyi Zoltán Egri csillagok című filmjéhez készült díszletvár, kedvelt kirándulócélpont.

### „Ősbuda”
Léteznek olyan elképzelések, hogy Budakalásztól nyugatra, a Kevélyek csoportjában, az Ezüst-Kevély északkeleti oldalában állt egykor „Ősbuda” királyi városa. Többen itt feltételezik Attila hun király sírját is. Ezekre az elképzelésekre jelenleg nem ismerünk a tudományos közösség egésze által elfogadott régészeti, történeti bizonyítékot.